# Daiki Kanei
Daiki Kanei (金井 大樹 Kanei Daiki?, nacido el 8 de diciembre de 1987 en Fukuoka) es un exfutbolista japonés. Jugaba de guardameta y su último club fue el Roasso Kumamoto de Japón.

## Trayectoria

### Clubes
| Club            | País  | Año         |
| --------------- | ----- | ----------- |
| Albirex Niigata | Japón | 2010        |
| Kataller Toyama | Japón | 2011 - 2013 |
| Roasso Kumamoto | Japón | 2014 - 2016 |
| Oita Trinita    | Japón | 2015        |

## Estadística de carrera

### J. League
| Club            | Año   | J. League | J. League | Copa J. League | Copa J. League | Total | Total |
| Club            | Año   | Part.     | Goles     | Part.          | Goles          | Part. | Goles |
| --------------- | ----- | --------- | --------- | -------------- | -------------- | ----- | ----- |
| Albirex Niigata | 2010  | 0         | 0         | 0              | 0              | 0     | 0     |
| Kataller Toyama | 2011  | 0         | 0         | -              | -              | 0     | 0     |
| Kataller Toyama | 2012  | 0         | 0         | -              | -              | 0     | 0     |
| Kataller Toyama | 2013  | 0         | 0         | -              | -              | 0     | 0     |
| Roasso Kumamoto | 2014  | 6         | 0         | -              | -              | 6     | 0     |
| Roasso Kumamoto | 2015  | 2         | 0         | -              | -              | 2     | 0     |
| Oita Trinita    | 2015  | 0         | 0         | -              | -              | 0     | 0     |
| Roasso Kumamoto | 2016  | 0         | 0         | -              | -              | 0     | 0     |
| Total           | Total | 8         | 0         | 0              | 0              | 8     | 0     |